# اختبار الأسلحة النووية

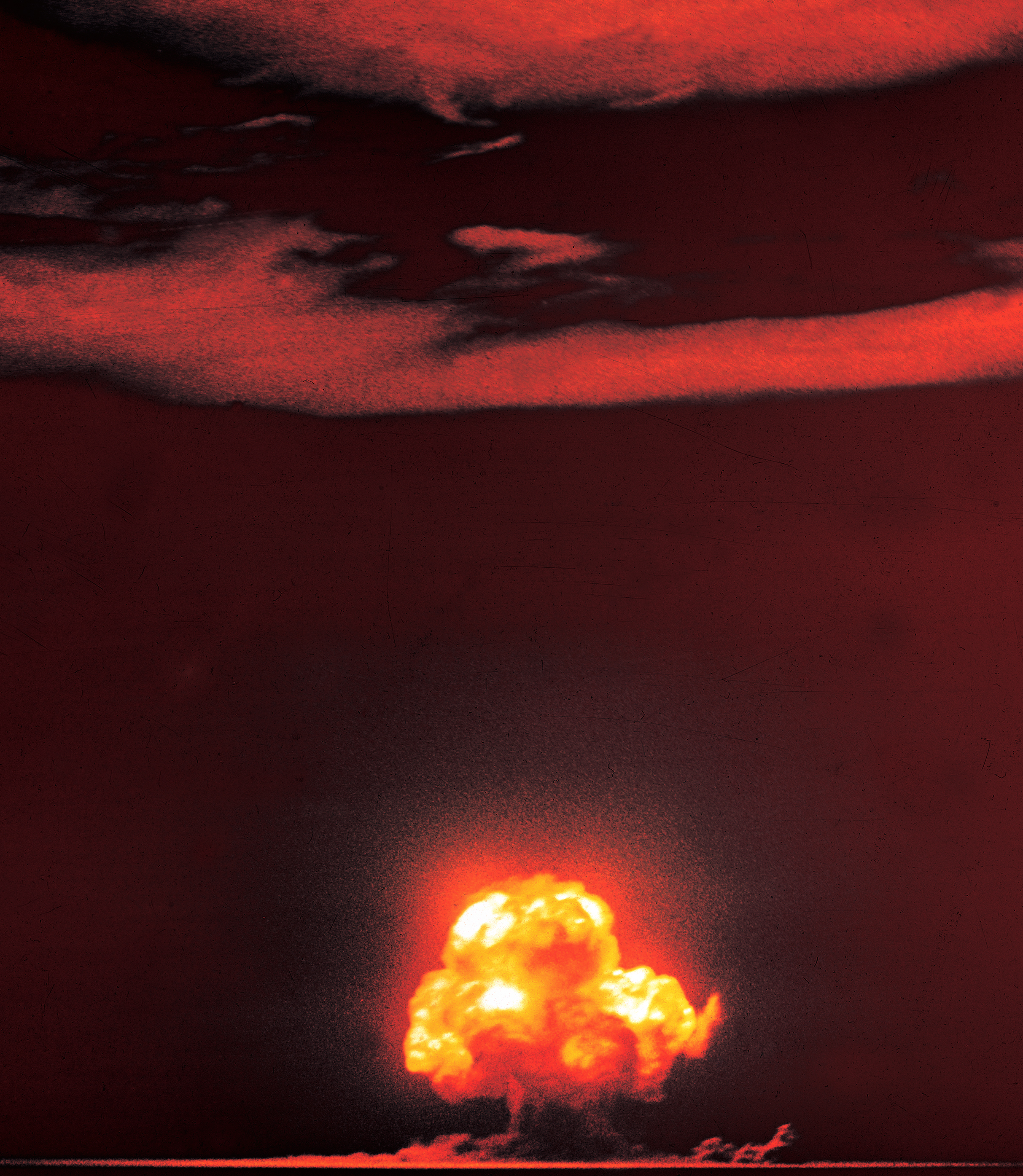
صورة لأول انفجار نووي تجريبي.

اختبار الأسلحة النووية أو تجربة الأسلحة النووية وهي تجارب أجريت لتحديد فعالية قدرة الأسلحة النووية ونتيجة تفجرها. في معظم فترات القرن العشرين أقامت الدول المطورة للأسلحة النووية اختبارات لأسلحتها. يرجع سبب إجراء التجارب إلى أنها تعطي معلومات حول كيفية عمل الأسلحة النووية، فضلاً عن الكيفية التي تتصرف فيها الأسلحة تحت مختلف الظروف، وماذا يحدث للهياكل الفولاذية عندما تتعرض لإنفجارات نووية، وغالباً ما تستخدم التجارب كمؤشر على القوة والتطور العسكري والعلمي. ومعظم الدول التي تمتلك أسلحة نووية أعلنت عن امتلاكها بواسطة إجراء تجارب نووية.
تم تفجير أول قنبلة نووية في اختبار من قبل الولايات المتحدة في موقع ترينيتي في 16 يوليو 1945، مع تحقيق عائد يعادل حوالي 20 كيلوطن. تم اختبار أول قنبلة هيدروجينية، التي يطلق عليها اسم «مايك»، في جزيرة إنيويتوك في جزر مارشال في 1 نوفمبر (التاريخ المحلي) في عام 1952، وأيضاً كانت من قبل الولايات المتحدة. أما أكبر اختبار سلاح نووي في التاريخ «القيصر بومبا» في الاتحاد السوفياتي في نوفايا زيمليا في 30 أكتوبر 1961، مع عائد يقدر بحوالي 50 ميغاطن.
في عام 1963، وقعت العديد من الدول النووية والدول غير النووية على معاهدة حظر التجارب النووية المحدودة، وتنص المعاهدة على الامتناع عن إجراء تجارب نووية في الجو وتحت الماء، أو في الفضاء الخارجي، ما عدا تحت الأرض. واصلت فرنسا التجارب الجوية حتى عام 1974، والصين استمرت حتى عام 1980.
استمرت التجارب الجوفية في الولايات المتحدة حتى عام 1992 (تجاربها النووية الأخيرة)، والاتحاد السوفياتي في عام 1990، والمملكة المتحدة في عام 1991، وكلا من الصين وفرنسا في عام 1996. ذلك بعد التوقيع على معاهدة الحظر الشامل للتجارب النووية في عام 1996 (لم تدخل بعد حيز التنفيذ)، وتعهدت كل من هذه الدول إلى وقف جميع التجارب النووية. لم توقع الهند وباكستان على المعاهدة. وكانت أخر تجربة نووية قامت بها كوريا الشمالية.

## الأنواع
تاريخيًا، قُسمت اختبارات الأسلحة النووية إلى أربع أنواع تعكس الوسط والمكان الذي يُجرى فيه الاختبار.
- تشير اختبارات الغلاف الجوي إلى الانفجارات النووية التي تُجرى في الغلاف الجوي. أجريت هذه الاختبارات فوق أبراج أو على متن بالونات أو بوارج أو جزر أو عن طريق اسقاطها من طائرات، ويشمل هذا النوع أيضًا القنابل التي دُفنت على عمق كافٍ لإحداث فوهة سطحية عن قصد. أجرت الولايات المتحدة والاتحاد السوفيتي والصين تجارب نووية أُطلِقت على متن صواريخ. يمكن للانفجارات النووية القريبة بدرجة كافية من الأرض تجميع الأوساخ والحطام داخل سحابة عيش الغراب وبالتالي إنتاج كميات كبيرة من التهاطل النووي بسبب تعرض الحطام للإشعاع. يستخدم هذا التعريف في معاهدة الحظر الجزئي للتجارب النووية، التي حظرت هذه الفئة من الاختبارات بالإضافة إلى الاختبارات النووية في الفضاء الخارجي وتحت الماء.
- تشير الاختبارات النووية تحت الأرضية إلى التجارب النووية التي تُجرى تحت سطح الأرض، على أعماق متفاوتة. شكلت التجارب النووية تحت الأرضية غالبية التجارب النووية التي أجرتها الولايات المتحدة والاتحاد السوفيتي خلال الحرب الباردة. حُظرت أشكال أخرى من التجارب النووية بموجب معاهدة الحظر الجزئي للتجارب النووية في عام 1963. تهدف التجارب تحت الأرضية إلى احتواء التهاطل النووي. لسوء الحظ، يتسرب الإشعاع النووي أحيانًا من أسفل الأرض، ما ينتج كميات كبيرة من الحطام المشع. تنتج الاختبارات تحت الأرضية، بحكم تعريفها، اهتزازات أرضية بحجم يعتمد على قدرة القنبلة النووية وتكوين الوسط المحيط بالانفجار، وتنتج بشكل عام فوهة أرضية. في عام 1976، اتفقت الولايات المتحدة والاتحاد السوفيتي على الحد من القدرة القصوى للاختبارات النووية تحت الأرضية     حتى 150 كيلو طن من خلال معاهدة حظر عتبة الاختبارات النووية.[4]

تنقسم الاختبارات تحت الأرضية إلى فئتين فيزيائيتين: اختبارات الأنفاق الأفقية، واختبارات الثقوب المحفورة رأسيًا.
- تشير الاختبارات النووية الفضائية إلى التجارب النووية التي أجريت فوق الغلاف الجوي. تُحمل القنابل النووية على متن صواريخ. يمكن لهذه الانفجارات النووية المرتفعة أن تولد نبضات كهرومغناطيسية نووية عندما تُجرى الاختبارات في طبقة الغلاف الأيوني، ويمكن للجسيمات المشحونة الناتجة عن الانفجار أن تعبر نصفي الكرة الأرضية على طول خطوط الحقل المغناطيسي الأرضي ما يؤدي لإنتاج شفق قطبي.
- تتضمن الاختبارات تحت المائية تفجير قنابل نووية تحت الماء، وعادةً ما تُجرى أسفل سفينة أو بارجة (التي تتدمر بفعل الانفجار النووي). عادة ما يُجرى هذا النوع من الاختبارات لتقييم تأثير الأسلحة النووية على السفن البحرية (كما في عملية تقاطع الطرق)، أو لتقييم الأسلحة النووية البحرية المحتملة (مثل الطوربيدات النووية أو الألغام البحرية). يمكن أن تؤدي الاختبارات تحت المائية القريبة من السطح إلى تشتيت كميات كبيرة من الجسيمات المشعة من الماء والبخار، وبالتالي تلويث السفن أو الهياكل القريبة، على الرغم من أن هذا النوع من الانفجارات لا ينتج تهاطل نووي واسع الانتشار.

## أهداف الاختبارات
بالإضافة إلى تسمياتها، غالبًا ما تُصنف التجارب النووية أيضًا حسب الغرض من الاختبار نفسه.
- تُصمم الاختبارات المتعلقة بالأسلحة لجمع معلومات حول طريقة عملها. تهدف بعض الاختبارات إلى تطوير والتحقق من نوع معين من الأسلحة. تختبر الاختبارات الأخرى المفاهيم التجريبية أو قد تمثل تجارب فيزيائية بغرض اكتساب معرفة أساسية حول العمليات والمواد التي تُستخدم في الانفجارات النووية.
- تُصمم اختبارات تأثيرات الأسلحة للحصول على معلومات حول تأثيرات الأسلحة على الهياكل والمعدات والكائنات الحية والبيئة. تُستخدم بشكل أساسي لتقييم وتحسين قابلية النجاة من الانفجارات النووية من الناحية المدنية والعسكرية، وتصميم الأسلحة وفقًا لأهدافها، وتطوير تكتيكات الحرب النووية.
- تُصمم تجارب السلامة لدراسة سلوك الأسلحة في سيناريوهات تحاكي الحوادث. بالتحديد، تُستخدم هذه التجارب للتحقق من عدم إمكانية انفجار القنابل النووية عن طريق الخطأ. يشمل هذا النوع من التجارب اختبارات السلامة أثناء الانفجار النووي ومحاكاة حوادث التخزين والنقل.
- صُممت تجارب الكشف عن التجارب النووية لتحسين قدرات كشف وتحديد موقع الانفجارات النووية، ولا سيما للتأكد من امتثال الدول لمعاهدات حظر التجارب النووية. في الولايات المتحدة، ترتبط هذه الاختبارات بعملية فيلا يونيفورم قبل أن توقف معاهدة الحظر الشامل للتجارب النووية جميع التجارب النووية.
- نُفذت انفجارات نووية سلمية للتحقق في التطبيقات غير العسكرية للقنابل النووية. في الولايات المتحدة، أُجريت هذه العمليات ضمن مشروع بلوشير.

## بدائل الاختبارات واسعة النطاق
تدرس التجارب الهيدرونووية المواد النووية تحت ظروف الانضغاط الصدمي المتفجر. يمكن أن توفر هذه التجارب ظروفًا دون حرجة، أو ظروف فوق حرجة مع انفجار ذي نطاق ضئيل وصولًا إلى انفجار قريب من القدرة الكاملة للقنبلة النووية.
تحدد تجارب الكتلة الحرجة كمية المواد الانشطارية المطلوبة لحدوث انشطار نووي مع مجموعة متنوعة من المواد الانشطارية والكثافات والأشكال والعاكسات. يمكن أن تكون هذه التجارب دون حرجة أو فوق حرجة، وفي هذه الحالة يمكن أن تولد هذه التجارب تدفقات إشعاعية كبيرة. أدى هذا النوع من التجارب إلى العديد من الحوادث الخطيرة.
الاختبارات دون الحرجة (أو الباردة) هي أي نوع من الاختبارات التي تشمل موادًا نووية وربما موادًا شديدة الانفجار لا تولد عائدًا انفجاريًا. يشير الاسم إلى عدم وجود كتلة حرجة للمواد الانشطارية. إنها النوع الوحيد من الاختبارات المسموح بها بموجب معاهدة الحظر الشامل للتجارب النووية التي وافقت عليها الدول النووية العظمى ضمنيًا. يستمر إجراء الاختبارات دون الحرجة من قبل الولايات المتحدة وروسيا وجمهورية الصين الشعبية، على الأقل.

## نظرة تاريخية
أُجري أول اختبار للأسلحة الذرية بالقرب من ألاموغوردو، نيومكسيكو، في 16 يوليو 1945، ضمن مشروع مانهاتن، وأطلِق عليه الاسم الرمزي «ترينيتي». كان هدف الاختبار هو تأكيد إمكانية إجراء انفجار نووي داخلي، ولإعطاء فكرة عن الحجم الفعلي للانفجار النووي وآثاره قبل استخدامه ضد اليابان. قدم الاختبار معلومات جيدة عن العديد من تأثيرات الانفجار، لكنه لم يوفر فهمًا جيدًا للتهاطل النووي، الذي لم يكن مفهومًا بشكل جيد من قبل علماء المشروع حتى بعد القصفين الذريين لمدينتي هيروشيما وناجازاكي.
أجرت الولايات المتحدة ستة اختبارات نووية قبل أن يطور الاتحاد السوفيتي قنبلته النووية الأولى (آر دي إس 1) التي اختُبرت في 29 أغسطس 1949. لم يكن لدى الدولتين الكثير من الأسلحة الذرية في البداية، وبالتالي كانت الاختبارات نادرةً نسبيًا (عندما اختبرت الولايات المتحدة قنبلتين في عملية مفترق الطرق في عام 1946، شكل ذلك 20% من ترسانتها في ذلك الوقت). مع ذلك، بحلول خمسينات القرن العشرين، أنشأت الولايات المتحدة موقعًا مخصصًا للاختبار على أراضيها (موقع اختبار نيفادا) وكانت تستخدم أيضًا موقعًا في جزر مارشال (ساحات المحيط الهادئ) لإجراء التجارب الذرية والنووية واسعة النطاق.
استُخدمت الاختبارات الأولية في المقام الأول لدراسة الآثار العسكرية للأسلحة الذرية (شملت عملية تقاطع الطرق دراسة تأثير الأسلحة الذرية على سلاح البحرية، وطريقة عملها أسفل الماء) ولاختبار تصميمات الأسلحة الجديدة. خلال خمسينات القرن العشرين، تضمنت هذه الاختبارات قنابل هيدروجينية، اختُبرت في المحيط الهادئ، وكذلك تصميمات أسلحة انشطارية جديدة ومُحسنة. بدأ الاتحاد السوفيتي أيضًا اختبارات نووية على نطاق محدود، في كازاخستان بشكل أساسي. خلال المراحل المتأخرة من الحرب الباردة، طور الاتحاد السوفييتي والولايات المتحدة برامج اختبار تطورت بشكل سريع، وشملت مئات القنابل النووية خلال النصف الأخير من القرن العشرين.